# Gajto Gazdanow
Gajto (Georgij) Iwanowicz Gazdanow (oset. Гæздæнты Иваны фырт Гайто) (ur. 23 listopada?/6 grudnia 1903, Sankt-Petersburg, zm. 5 grudnia 1971 w Monachium) — rosyjski pisarz emigracyjny, prozaik, krytyk literacki, Czcigodny Mistrz loży masońskiej Gwiazda Północy.

## Życiorys
Urodził się 6 grudnia 1903 roku w Petersburgu w rodzinie leśniczego pochodzenia osetyjskiego. Do czwartego roku życia mieszkał w Petersburgu na ulicy Gabinetowej (Кабинетская) (obecnie ulica Prawdy). Później ojciec, z powodu służby, a wraz z nim i rodzina, żyli na Syberii, w twerskiej guberni, Połtawie, Charkowie. W Połtawie Gazdanow uczył się w Korpusie kadetów, później (od 1912 do rozpoczęcia wojny domowej) — w charkowskim gimnazjum.
W 1919 roku, mający niecałe 16 lat Gazdanow przyłącza się do ruchu ochotników P.N. Wrangla, żeby, jak później mówił — "dowiedzieć się czym jest wojna". Służył rok w randze szeregowca w pociągu pancernym. Razem z wycofującą się  Białą Armią ruszył na Krym, skąd popłynął parostatkiem do Turcji. W Konstantynopolu napisał swoje pierwsze opowiadanie "Hotel przyszłości" (1922r.). W Szumenie, bułgarskim mieście, ukończył rosyjskie gimnazjum (w Charkowie skończył sześć klas).
W 1923 roku przyjechał do Paryża, w którym spędził znaczną część swojego życia. Pracował jako doker, ślusarz w fabryce Citroena, mył parowozy, uczył francuskiego i rosyjskiego. W czasie, gdy nie mógł znaleźć pracy, był zmuszony żył jak kloszard i spać na ulicy. Przez cztery lata uczył się na wydziale filologiczno-historycznym w Sorbonie. Studiował historię literatury, socjologię, ekonomię. W latach 1928–1952, będąc już znanym pisarzem, był zmuszony pracować jako nocny taksówkarz. W powieści "Nocne ulice" (1941r.) odzwierciedlenie znalazła znajomość Gazdanowa z paryskim półświatkiem. Dopiero po wojnie ciesząca się dużą popularnością książka "Powrót Buddy"  przyniosła mu niezależność finansową.
Jego pierwsza powieść "Wieczór u Claire" wyszła w 1929 roku i została wysoko oceniona przez Bunina i Gorkiego, a także przez krytyków literatury rosyjskiej emigracji.
W 1932 roku, za sprawą pisarza i krytyka Michaiła Osorgina, Gazdanow wstępuje do loży masońskiej "Gwiazda północy" («Северная звезда»). Zajmował w niej różne stanowiska, a w 1961 roku został Czcigodnym Mistrzem.

Najważniejsze wydarzenia na drodze Gazdanowa w loży:
Wtajemniczony za sprawą rekomendacji M. Osorgina i M. Ter-Pogossiana 2 czerwca 1932 roku w czcigodnej loży "Gwiazda północy" pod egidą Wielkiego Wschodu Francji. Awansowany do drugiego stopnia 13 czerwca 1933 roku. Był na urlopie w 1939 roku. Mówca od 19 października 1947 do 1948 roku. Odźwierny od 9 października 1952 roku. Reprezentant loży od 12 listopada 1959 roku. Czcigodny Mistrz w latach 1961-1962. Pierwszy dozorca od 27 listopada 1962 do 1964 roku. Członek loży do śmierci.
Krytycy uznali jego i Nabokowa za najbardziej utalentowanych pisarzy młodego pokolenia. W Paryżu został członkiem Związku młodych pisarzy i poetów, przekształconego w 1931 roku na Wspólnotę pisarzy i poetów. Już w 1934 roku został jednym z decydentów Kolegium wydawniczego. Mając dobrą reputację literacką Gazdanow regularnie publikował w "Notatkach współczesnych" («Современных записках»), uważanych za najważniejsze czasopismo rosyjskiej emigracji. Był członkiem stowarzyszenia "Koczewje" («Кочевье»), w którym czytał swoją prozę, a także referaty o W. Rozanowie, A. Remizowie, I. Buninie, W. Majakowskim.
Gazdanow chciał wrócić do swojej ojczyzny, w związku z czym zwrócił się z prośbą o pomoc do Gorkiego, lecz ten nie zdążył spełnić swojej obietnicy, umarł bowiem w 1936 roku. W tym samym roku Gazdanow ożenił się z Fainą Dmitriewną Lamzaki, która urodziła się w rodzinie odeskich Greków.
W 1937 roku I.A. Bunin w wywiadzie dla belgradzkiej gazety wyróżnił w literaturze rosyjskiej emigracji młodych pisarzy, z prozaików – Sirina, Gazdanowa, Bierbierowa (w tej kolejności).
W czasie wojny Gazdanow przebywał w okupowanym Paryżu. W swoim mieszkaniu razem ukrywał Żydów, pomagając m.in. M. Slominowi dostać się do nieokupowanej części Francji. Od 1942 roku brał udział w ruchu oporu, wstąpił do brygady partyzanckiej utworzonej przez sowieckich jeńców. Kolportował podziemne informatory. Jego żona pracowała jako łączniczka między paryską grupą "Rosyjski partiota" («Русский патриот») i sowieckimi jeńcami wojennymi Białej Armii. W 1947 roku Gazdanow wraz z żoną otrzymali obywatelstwo francuskie. Od 1953 roku do swojej śmierci Gazdanow pracował jako dziennikarz i redaktor w radiu "Swoboda", gdzie, pod pseudonimem Georgij Czerkasow, prowadził audycje poświęcone rosyjskiej literaturze.
Pomimo swojej popularności i powszechnemu uznaniu Gazdanow mógł porzucić pracę taksówkarza dopiero po tym, jak została wydana jego powieść "Widmo Aleksandra Wolfa" («Призрак Александра Вольфа»). Powieść od razu została przetłumaczona na najważniejsze języki europejskie.

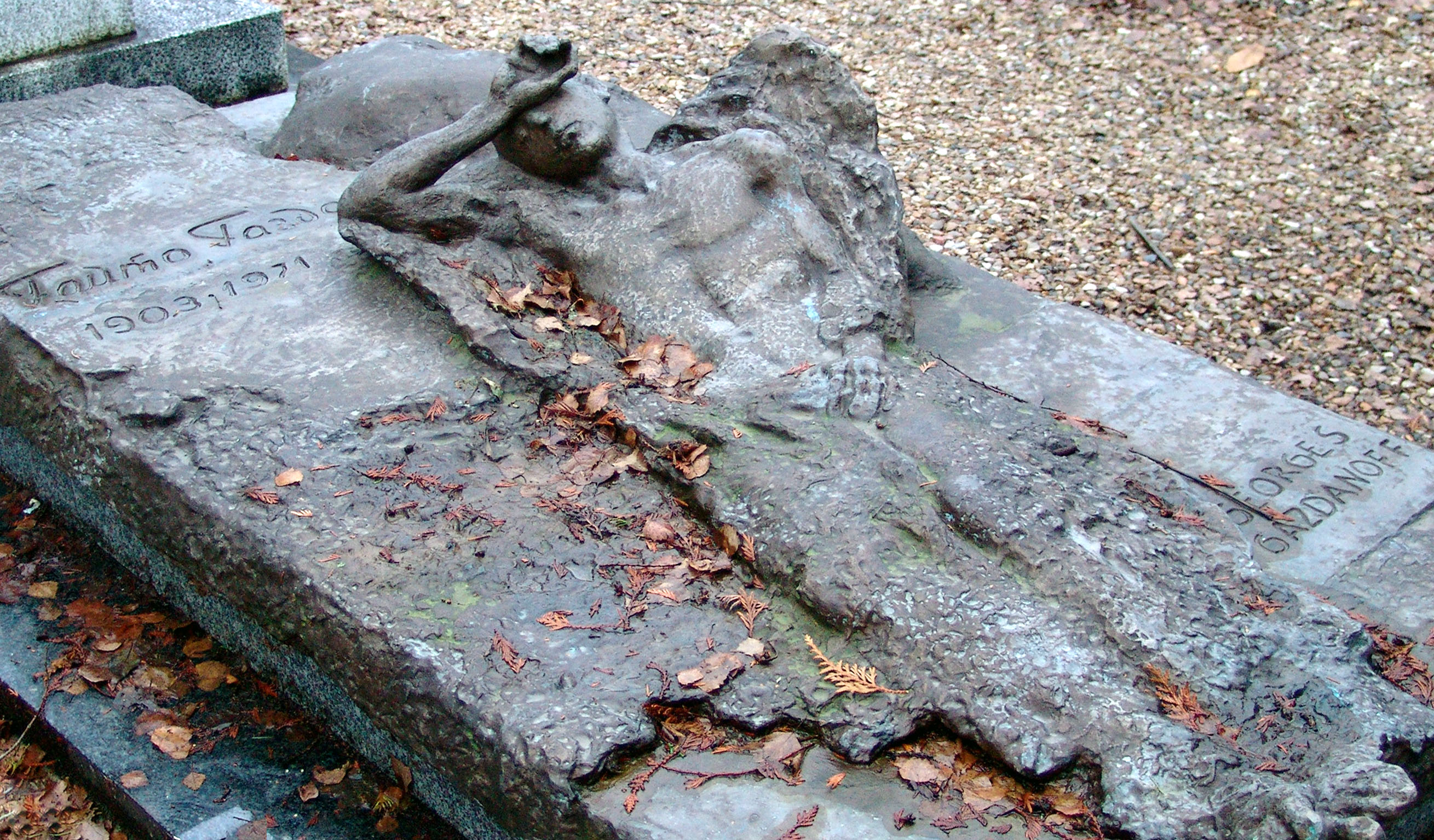
Grobowiec Gaïto Gazdanowa na prawosławnym cmentarzu Sainte Geneviève des Bois pod Paryżem

W 1970 zdiagnozowano u niego raka płuc. Gajto Gazdanow umarł w przeddzień swoich 68. urodzin 5 grudnia 1971 w Monachium. Został pochowany na cmentarzu prawosławnym w Sainte-Geneviève-des-Bois.

## Pamięć
Twórczość Gazdanowa przez długi okres nie była znana w jego ojczyźnie. Dla rosyjskiego czytelnika literacki spadek Gazdanowa został odkryty dopiero pod koniec lat 90. W Moskwie w 1998 zostało utworzone Stowarzyszenie przyjaciół Gajto Gazdanowa («Общество друзей Гайто Газданова»), którego zadaniem jest studiowanie jego twórczości i popularyzacja jego utworów za granicą. Przewodniczącym Stowarzyszenia jest Jurij Niecziporenko.
W 2001 przy wsparciu dyrygenta Walerija Giergijewa na cmentarzu w Sainte-Geneviève-des-Bois został odsłonięty pomnik na grobie Gajto Gazdanowa.

## Styl
W jego utworach łączy się czasami ciężkie, niekiedy liryczne wyobrażenie o życiu i romantyczno-utopijny początek. We wczesnej twórczości można zauważyć dążenie od przedstawiania wszystkiego co rzeczywiste (egzystencjonalnego bytu człowieka) do utopii, ideału. Proza Gazdanowa jest refleksyjna. Narracja w najbardziej charakterystycznych, "gazdanowskich" momentach jest pierwszoosobowa, a w opisach ludzi, miejsc, wydarzeń jest pokazywana przez pryzmat narratora, stworzenie którego stanowi oś łączącą różne, czasami wydawałoby się, w żaden sposób nie związane części relacji. W centrum uwagi nie znajdują się same wydarzenia, a rodząca się dzięki nim reakcja – cecha łącząca Gazdanowa z Proustem, z którym go często porównywano. Ta cecha tekstów Gazdanowa często pokazywała niewybredność współczesnej dla Gazdanowa krytyki, która zauważała niesłychaną umiejętność doboru słów i rymów, uznawała magiczną moc narratora, nie mniej jednak narzekała na to, że utwory te są o niczym. Przyczyną takiego ambiwalentnego stosunku ze strony krytyki było odrzucenie przez Gazdanowa tradycyjnego budowania fabuły. Jego utwory są często budowane na przejrzystym temacie: podróż, której celem jest znalezienie miłości, a dzięki niej i samego siebie – Wieczór u Claire, los i śmierć – Widmo Aleksandra Wolfa itd. Fabuła nie jest tu przeładowana, lecz, według M. Slomina opisuje je wyrażenie – "jednakowa nastrojowość". Główny temat obejmuje wewnętrznie nie związane elementy fabuły, przejście między którymi często dokonuje się z powodu asocjacji. W opowiadaniu "Żelazny władca" duża ilość róż na rynku w Paryżu przypomina autorowi o tym, że widział taką ilość róż tylko raz – w dużym mieście w południowej Rosji i to wspomnienie przypomina dawne wydarzenia stanowiące podstawę narratora. Krytycy, na przykład L. Dienesz, widzieli w Gazdanowie pisarza egzystencjalnego, bliskiemu A. Camus.

## Cechy prozy
Wyróżniającą się cechą pisarza jest jego skłonność do egzystencjalizmu, w szczególności można to zauważyć w późnych utworach pisarza. Bohaterów opowiadań można scharakteryzować jako wędrowców, odbywających realne i metafizyczne podróże do śmierci; podróże grożące zmianom duszy. Dusza człowieka nie jest dostępna postronnym i czasami dla niego samego nie jest oczywista. Potrzebna jest określona sytuacja, czasami nawet niebezpieczna, aby to co nie jest oczywiste stało się jasne. Bohaterowie są stawiani w ekstremalnych sytuacjach, dokonują przestępstw, ponieważ nie znają pojęcia grzechu. Jednakże przy tym chrześcijańskie ideały są im znane i bliskie: miłość do bliźniego, miłosierdzie, odrzucenie braku duszy. W jakimś stopniu można zapewnić, że bohaterowie żyją w zniekształconej, religijnej przestrzeni co, być może, jest skutkiem przynależności pisarza do masonów. Dla prozy Gazdanowa nieodłącznym elementem jest uczuciowa wyrazistość, wrażenie tchnienia życia, znaczenie każdej chwili.

## Utwory
Gazdanow – autor 9 powieści, 37 opowiadań, księgi szkiców "Na ziemi francuskiej", a także dziesiątków liryczno-krytycznych esejów i recenzji. Archiwum Gazdanowa znajduje się Chotońskiej bibliotece państwowego uniwersytetu, w jego skład wchodzi około 200 utworów, z których większą część stanowią wersje odręczne, które zostały opublikowane.

## Powieści
Jako rozwijający się organizm powieści Gazdanowa dzielą się na dwie grupy, odpowiadające dwóm okresom twórczości pisarza: rosyjskie powieści i powieści francuskie. Różnica w ich powstawaniu daje podstawy do wniosku o dwuetapowości formowania się autorskiego, twórczego zadania. W większości rosyjskich powieści wewnętrzną fabułę stanowi strategia awanturnicza, wyrażająca wczesny okres doświadczenia życiowego bohatera – wędrowca, charakteryzującego się wielością przydarzających się mu przygód i odczuć. Ich kręta fabuła tworzy odpowiadający typ narracji wyrażony w otwartości i improwizacji. Cechy, które wyróżniają powieści Gazdanowa od wielu innych współczesnych mu młodych i dojrzałych pisarzy to niezwykła lakoniczność, odejście od tradycyjnej formy powieści (kiedy jest wstęp, kulminacja, rozwiązanie, wyraźnie zarysowana fabuła), jak największe zbliżenie do życia, objęcie dużej ilości społecznych problemów, życia duchowego, głęboki psychologizm, genetyczny związek z filozoficznymi, religijnymi, etnicznymi poszukiwaniami poprzednich pokoleń. Pisarza interesuje nie tyle wydarzenie co specyfika jego załamania w świadomości różnych osób i możliwość wieloznacznej interpretacji jednych i tych że zjawisk.
- 1929 — Wieczór w Claire (Вечер у Клэр)
- 1934 — Historia jednej podróży (История одного путешествия)
- 1939 — Lot (Полёт)
- 1941 — Nocne drogi (Ночные дороги)
- 1947 — Widmo Aleksandra Wolfa (Призрак Александра Вольфа)
- 1949 — Powrót Buddy (Возвращение Будды)
- 1953 — Pielgrzymi (Пилигримы)
- 1965 — Przebudzenie (Пробуждение)
- 1968 — Ewelina i jej przyjaciele (Эвелина и её друзья)
- 1971 — Przewrót (Переворот) nie został ukończony

## Opowiadania
- 1926 — Hotel przyszłości (Гостиница грядущего)
- 1927 — Opowieść o trzech nieszczęściach (Повесть о трех неудачах)
- 1927 — Stowarzyszenie ósemki pik (Общество восьмерки пик)
- 1928 — Towarzysz Ślub (Товарищ Брак)
- 1930 — Czarne łabędzie (Чёрные лебеди)
- 1931 — Latarnie, Wspaniały muzyk (Фонари, Великий музыкант)
- 1932 — Szczęście, Trzecie życie (Счастье, Третья жизнь)
- 1938 — Pomyłka (Ошибка)
- 1939] — Wieczorowy towarzysz (Вечерний спутник)
- 1942 — Opowiadanie o Oldze (Рассказ об Ольге)
- 1962 — Biedak (Нищий)
- 1963 — Listy Iwanowa (Письма Иванова)
- Bombaj (Бомбей)
- Koniec (Хана)
- Requiem (Панихида)
- Księżna Mary (Княжна Мэри)
- Żelazny władca (Железный лорд)
- Los Salomei (Судьба Саломеи)

## Eseje i referaty
- 1929 – Wzmianki o Edgarze Poem, Gogolu i Maupassancie (Заметки об Эдгаре По, Гоголе и Мопассане)
- 1936 – O młodej literaturze emigracji (О молодой эмигрантской литературе)
- 1946 – Pisarz i kolektyw (Писатель и коллектив)
- 1951 – Literatura socjalnego zachodu (Литература социального запада)
- 1959 – O Gogolu (О Гоголе)
- 1961 – O wystawianiu rosyjskich sztuk teatralnych we francuskich teatrach (О постановке русских пьес во французских театрах)
- 1961 – O Czechowie (О Чехове)
- 1963 – O literackiej twórczości M. A. Ałdanowa (О литературном творчестве М. А. Алданова)
- 1965 – Rola pisarza we współczesnym świecie (Роль писателя в современном мире)

## Literatura
1. Казак В. Лексикон русской литературы XX века = Lexikon der russischen Literatur ab 1917 / [пер. с нем.]. — М. : РИК «Культура», 1996. — XVIII, 491, [1] с. — 5000 экз. — ISBN 5-8334-0019-8.
2. Орлова О. Гайто Газданов. — М.: Молодая гвардия, 2003. — (Жизнь замечательных людей)
3. Энциклопедия мировой литературы. — СПб.: Невская книга, 2000.
4. Русские писатели 20 века: Биографический словарь / Гл. ред. и сост. П. А. Николаев. — М.: Науч. изд-во «Большая Российская энциклопедия»; изд-во «Рандеву-АМ», 2000. — С. 171-173. — 808, [32] с. — (Серия биографических словарей). — 20 000 экз. — ISBN 5-85270-289-7. (в пер.)
5. Бахрах А. Книга о Газданове // Новое русское слово. 1984
6. Бзаров Р. Об осетинском родстве Гайто Газданова // Северная Осетия. 1998
7. Камболов Т. Штрихи к портрету Гайто Газданова: Письма матери // Дарьял. 2003. № 3
8. Орлова О. Гайто Газданов: История создания образа (обзор и публикация материалов архива Газданова в Хотонской библиотеке Гарвардского университета) / Социальные и гуманитарные науки. Отечественная и зарубежная литература. Сер. 7. Литературоведение // РЖ/РАН ИНИОН. 1999. № 3
9. Серков А. Газданов Г. И.: Масонские доклады // Новое литературное обозрение. 1999. № 5
10. Хадарцева А. И вдруг письмо: Переписка с Гайто Газдановым // Северная Осетия. 1993
11. Цомаева Т. Этюды о Гайто Газданове: публикация письма Гаппо Баеву // Дарьял. 1994. №
12. Кибальник С. А. Гайто Газданов и экзистенциальная традиция в русской литературе. — СПб.: ИД «Петрополис», 2011. — 412 с
13. Кабалоти, С. М. Поэтика прозы Гайто Газданова 20—30-х годов. — СПб. : Петербургск. писатель, 1998. — 334 с.